# Campionati europei di pugilato dilettanti 1975
I Campionati europei di pugilato dilettanti maschili 1975 si sono tenuti a Katowice, Polonia, dal 1º giugno all'8 giugno 1975. È stata la 21ª edizione della competizione biennale organizzata dall'EABA. 163 pugili da 23 Paesi hanno partecipato alla competizione.

## Risultati
| Categoria                   | Oro                                 | Argento                           | Bronzo                                               |
| Pesi minimosca (kg 48)      | Aleksandr Tkačenko Unione Sovietica | Enrique Rodríguez Spagna          | György Gedó Ungheria Remus Cosma Romania             |
| Pesi mosca (kg 51)          | Vladislav Sasypko Unione Sovietica  | Constantin Gruiescu Romania       | Sándor Orbán Ungheria Charlie Magri Inghilterra      |
| Pesi gallo (kg 54)          | Viktor Rybakov Unione Sovietica     | Tzatcha Andrejkovski Bulgaria     | Mircea Tone Romania Milan Piskač Cecoslovacchia      |
| Pesi piuma (kg 57)          | Tibor Badari Ungheria               | Branislav Ristić Jugoslavia       | Antonio Rubio Spagna Patrick Cowdell Inghilterra     |
| Pesi leggeri (kg 60)        | Simion Cuţov Romania                | Valeriy Lvov Unione Sovietica     | Ryszard Tomczyk Polonia András Botos Ungheria        |
| Pesi superleggeri (kg 63.5) | Valeriy Limassov Unione Sovietica   | József Nagy Ungheria              | Ulrich Beyer Germania Est Bajram Hasani Jugoslavia   |
| Pesi welter (kg 67)         | Kalevi Marjamaa Finlandia           | Victor Zilberman Romania          | Jerzy Rybicki Polonia Ib Bötcher Danimarca           |
| Pesi superwelter (kg 71)    | Wiesław Rudkowski Polonia           | Viktor Savchenko Unione Sovietica | Franz Dorfer Austria Mihály Rapcsák Ungheria         |
| Pesi medi (kg 75)           | Vjačeslav Lemešev Unione Sovietica  | Bernd Wittenburg Germania Est     | Jacek Kucharczyk Polonia Zdeněk Tykva Cecoslovacchia |
| Pesi mediomassimi (kg 81)   | Anatoliy Klimanov Unione Sovietica  | Georgi Stojmenov Bulgaria         | Ottomar Sachse Germania Est Radovan Bisić Jugoslavia |
| Pesi massimi (kg 81 +)      | Andrzej Biegalski Polonia           | Viktor Ulyanich Unione Sovietica  | Mircea Şimon Romania Garfield McEwan Inghilterra     |

## Medagliere
| Posizione | Paese            | Oro | Argento | Bronzo | Totale |
| --------- | ---------------- | --- | ------- | ------ | ------ |
| 1         | Unione Sovietica | 6   | 3       | 0      | 9      |
| 2         | Polonia          | 2   | 0       | 3      | 5      |
| 3         | Romania          | 1   | 2       | 3      | 6      |
| 4         | Ungheria         | 1   | 1       | 4      | 6      |
| 5         | Finlandia        | 1   | 0       | 0      | 1      |
| 6         | Bulgaria         | 0   | 2       | 0      | 2      |
| 7         | Germania Est     | 0   | 1       | 2      | 3      |
| 7         | Jugoslavia       | 0   | 1       | 2      | 3      |
| 9         | Spagna           | 0   | 1       | 1      | 2      |
| 10        | Inghilterra      | 0   | 0       | 3      | 3      |
| 11        | Cecoslovacchia   | 0   | 0       | 2      | 2      |
| 12        | Austria          | 0   | 0       | 1      | 1      |
| 12        | Danimarca        | 0   | 0       | 1      | 1      |
| Totale    | Totale           | 11  | 11      | 22     | 44     |